# Bibata Niandou Barry
Bibata Niandou Barry conocida como Madame Barry (1955) es una abogada y activista nigerina, nombrada Ministra Para las Mujeres de Níger, en el gobierno de Mamadou Tandja. 

## Biografía
Niandou Barry nació el 2 de marzo de1955, asistió al "Lycée Kassaï" en Niamey. Es la hermana de los políticos Harouna Niandou, y del científico y político Abdoulaye Niandou Souley. Estudió leyes, graduándose en 1990. En 1991, fundó la Asociación de Mujeres Juristas de Níger, una asociación de abogadas. Fue una entre las organizaciones más activas por los derechos de las mujeres durante el periodo de cambio democrático en Níger a principios de los 1990s y ahora apoya a muchas mujeres litigantes pobres.
Durante los 1990s fue ministra en Níger.
Su breve registro como Prefecta Presidenta del municipio Niamey en 2003 fue bien recibido. Organizó un conjunto de juegos que fue bien, pero debió dimitir al año siguiente.
El Pte. Mamadou Tandja tomó juramento a Bibata el 9 de junio de 2007 como Ministra de Promoción de la Mujer y Protección Infantil, en su gobierno. En contravención con la constitución, el presidente Tandja decidió postularse a un tercer plazo y él fue apoyado por Niandou Barry. Eso le significó que perdiera su posición cuándo Tandja fue derrocado el año siguiente por Salou Djibo.
Bibata continuó su carrera como abogada en Níger.